# Ngừng thở tắc nghẽn khi ngủ

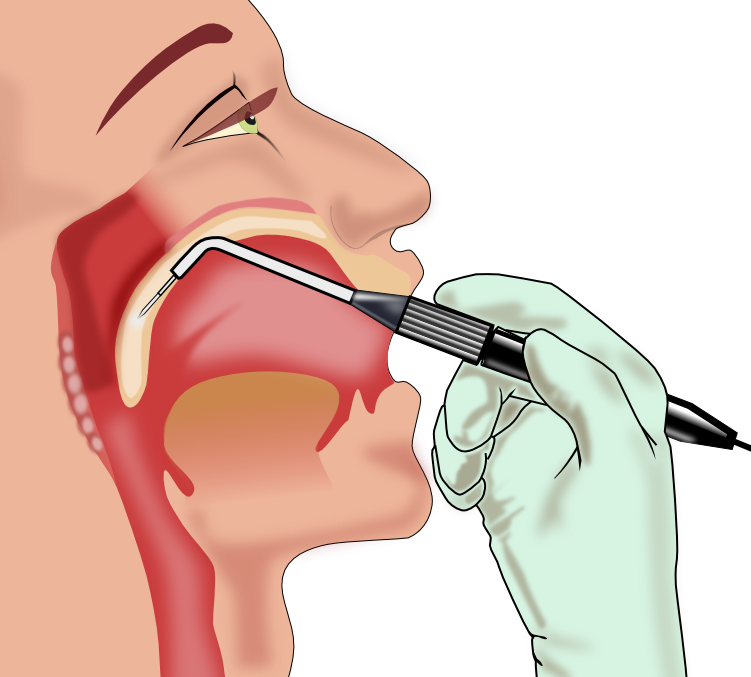
Phẩu thuật can thiệp xâm lấn qua nội soi để chữa chứng ngưng thở khi ngủ do tắc nghẽn

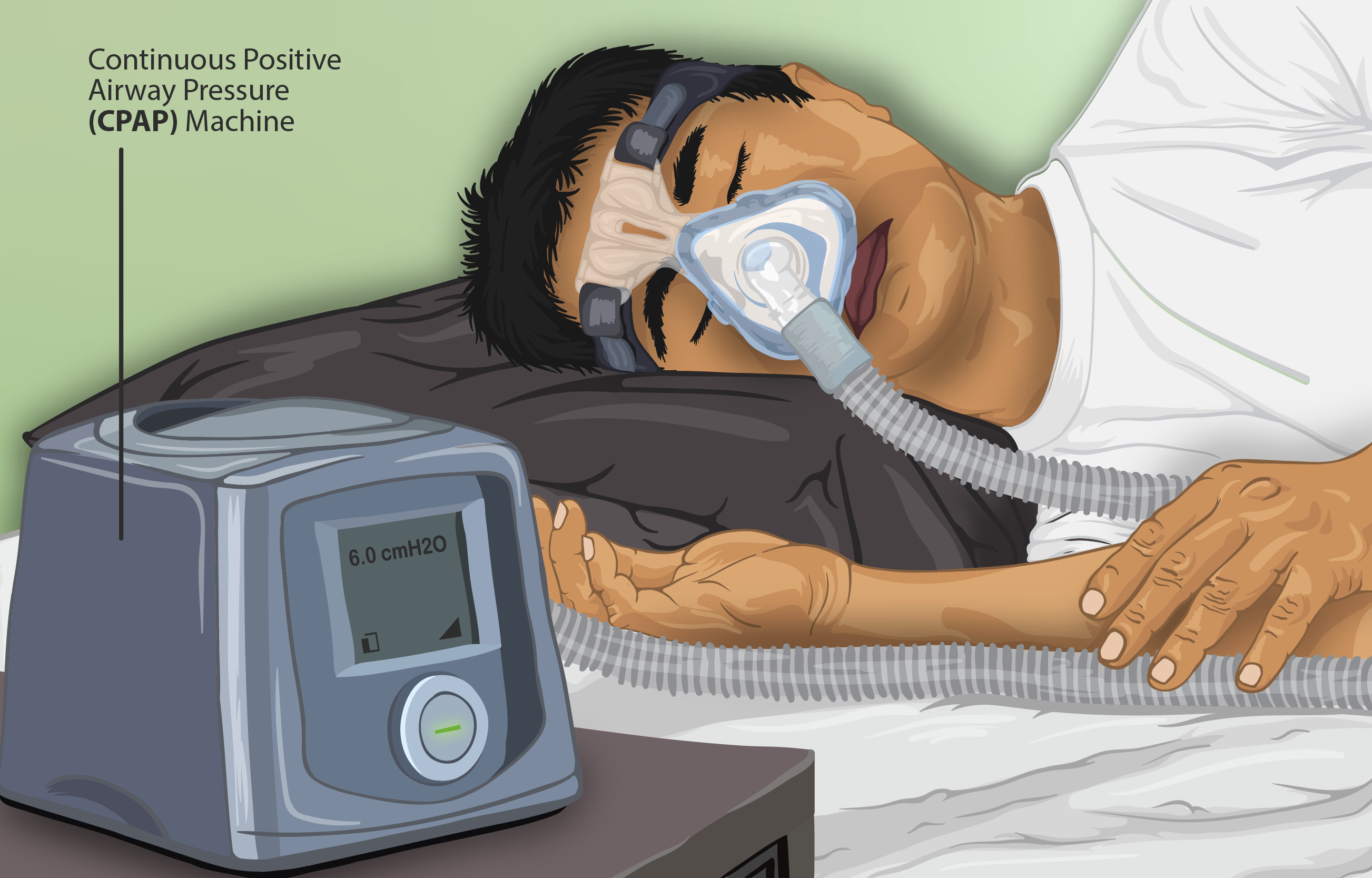
Chuẩn đoán OSA bằng máy đo đa ký giấc ngủ

Ngừng thở tắc nghẽn khi ngủ (Obstructive sleep apnea) hay ngừng thở khi ngủ do tắc nghẽn (OSA) là rối loạn hô hấp liên quan đến giấc ngủ phổ biến nhất và được đặc trưng bởi các đợt tái phát của hiện tượng tắc nghẽn đường thở hoàn toàn hoặc một phần ở đường hô hấp trên dẫn đến suy giảm hoặc mất hơi thở trong khi ngủ. Các đợt này được gọi là "ngưng thở" với việc ngừng thở hoàn toàn hoặc gần như hoàn toàn, hoặc "giảm thở" khi việc giảm hơi thở chỉ là một phần. Trong cả hai trường hợp, có thể dẫn đến giảm độ bão hòa oxy trong máu, gián đoạn giấc ngủ hoặc cả hai. Tần suất ngừng thở hoặc giảm thở cao trong khi ngủ có thể ảnh hưởng đến chất lượng giấc ngủ gây ra hậu quả tiêu cực cho sức khỏe và chất lượng cuộc sống. Người ta đều biết rằng trẻ em, thanh thiếu niên hoặc người lớn mắc OSA thường có thể trạng béo phì. Những người béo phì có mô mỡ ở cổ tăng lên, làm tăng khả năng tắc nghẽn hô hấp khi ngủ. Tỷ lệ mắc bệnh ở phụ nữ sau mãn kinh gần bằng nam giới ở cùng độ tuổi và phụ nữ có nguy cơ mắc OSA cao hơn trong thời kỳ mang thai.
Ở những người bị ngừng thở khi ngủ do tắc nghẽn, các cơ ở phía sau cổ họng thư giãn trong khi ngủ, thu hẹp không gian cho luồng không khí đi qua. Tình trạng ngáy xảy ra khi đường thở bị thu hẹp, tắc nghẽn, không nhận đủ oxy. Việc thiếu oxy dẫn đến sự thức tỉnh một phần hoặc toàn bộ của não để khôi phục luồng không khí. Những sự gián đoạn hô hấp này xảy ra lặp lại trong khi ngủ. Ngủ ngáy là dấu hiệu phổ biến, ngáy to khi nằm ngửa, giảm khi nằm nghiêng. Bệnh nhân có những cơn ngừng thở về đêm, thở phì phò, hổn hển và cuối kỳ ngừng thở. Bệnh nhân thường mệt mỏi cả ngày, khó tập trung, suy giảm trí nhớ, thay đổi tính tình, dễ cáu gắt, buồn ngủ vào ban ngày, ngủ trong khi đang làm việc, khi đang lái xe. Bệnh nhân còn bị đau đầu khi thức dậy do giảm nồng độ oxy não trong đêm. Chuẩn đoán bằng chỉ định đo đa ký giấc ngủ, máy ghi lại được những thay đổi sinh lý xảy ra trong giấc ngủ. Nội soi tai mũi họng giúp phát hiện các bệnh lý, cấu trúc gây hẹp tắc đường thở, nội soi ống mềm khi ngủ giúp chẩn đoán chính xác các vị trí hẹp tắc, vùng tắc nghẽn và mức độ tắc nghẽn. Ở những người mắc chứng OSA không được điều trị, ngay cả việc uống rượu vào ban ngày cũng có thể làm trầm trọng thêm các vấn đề về hô hấp vào ban đêm.